# Tolosates
Les Tolosates, Tolosani ou Tolosenses (« Ceux de Tolosa ») étaient un peuple du sud-ouest de la Gaule qui constituaient probablement une fraction des Volques Tectosages.
Voisins du peuple aquitain des Ausques, leur capitale était Tolosa (Vieille-Toulouse).

## Histoire
Vers 121 av. J.-C., ils sont soumis par Cnaeus Domitius Ahenobarbus et leur territoire est intégré à la Gaule narbonnaise.
En 107 av. J.-C., en pleine guerre des Cimbres, le consul romain Lucius Cassius Longinus est battu et tué par les Tigurins ; les Tolosates en profitent pour se révolter contre Rome et attaquent la garnison romaine qui surveillait leur ville. Mais en 106 av. J.-C., ils sont de nouveau soumis par le consul Quintus Servilius Caepio qui réoccupe Tolosa et s'empare de leur trésor sacré.
Pendant toute la guerre des Gaules (58–50 av. J.-C.), les Tolosates furent de fidèles alliés de Jules César.